# Seven de Estados Unidos 2011
El Seven de Estados Unidos de 2011 fue la octava edición del torneo estadounidense de rugby 7, fue el cuarto torneo de la temporada 2010-11 de la Serie Mundial Masculina de Rugby 7.
Se disputó en la instalaciones del Sam Boyd Stadium de Las Vegas, Nevada.

## Fase de grupos

### Grupo A
| Equipo     | Encuentros | Encuentros | Encuentros | Encuentros | Tantos  | Tantos    | Tantos     | Puntos |
| Equipo     | jugados    | ganados    | empatados  | perdidos   | a favor | en contra | diferencia | Puntos |
| ---------- | ---------- | ---------- | ---------- | ---------- | ------- | --------- | ---------- | ------ |
| Inglaterra | 3          | 3          | 0          | 0          | 99      | 28        | +71        | 9      |
| Argentina  | 3          | 2          | 0          | 1          | 82      | 36        | +46        | 7      |
| Francia    | 3          | 1          | 0          | 2          | 90      | 61        | +29        | 5      |
| Guyana     | 3          | 0          | 0          | 3          | 7       | 153       | −146       | 3      |

Nota: Se otorgan 3 puntos al equipo que gane un partido, 2 al que empate y 1 al que pierda

### Grupo B
| Equipo        | Encuentros | Encuentros | Encuentros | Encuentros | Tantos  | Tantos    | Tantos     | Puntos |
| Equipo        | jugados    | ganados    | empatados  | perdidos   | a favor | en contra | diferencia | Puntos |
| ------------- | ---------- | ---------- | ---------- | ---------- | ------- | --------- | ---------- | ------ |
| Nueva Zelanda | 3          | 3          | 0          | 0          | 91      | 15        | +76        | 9      |
| Kenia         | 3          | 2          | 0          | 1          | 57      | 44        | +13        | 7      |
| Gales         | 3          | 1          | 0          | 2          | 50      | 55        | −5         | 5      |
| Uruguay       | 3          | 0          | 0          | 3          | 17      | 101       | −84        | 3      |

### Grupo C
| Equipo    | Encuentros | Encuentros | Encuentros | Encuentros | Tantos  | Tantos    | Tantos     | Puntos |
| Equipo    | jugados    | ganados    | empatados  | perdidos   | a favor | en contra | diferencia | Puntos |
| --------- | ---------- | ---------- | ---------- | ---------- | ------- | --------- | ---------- | ------ |
| Fiyi      | 3          | 3          | 0          | 0          | 99      | 24        | +75        | 9      |
| Australia | 3          | 2          | 0          | 1          | 53      | 56        | −3         | 7      |
| Escocia   | 3          | 1          | 0          | 2          | 42      | 62        | −20        | 5      |
| Canadá    | 3          | 0          | 0          | 3          | 33      | 85        | −52        | 3      |

### Grupo D
| Equipo         | Encuentros | Encuentros | Encuentros | Encuentros | Tantos  | Tantos    | Tantos     | Puntos |
| Equipo         | jugados    | ganados    | empatados  | perdidos   | a favor | en contra | diferencia | Puntos |
| -------------- | ---------- | ---------- | ---------- | ---------- | ------- | --------- | ---------- | ------ |
| Sudáfrica      | 3          | 2          | 1          | 0          | 69      | 12        | +57        | 8      |
| Samoa          | 3          | 2          | 1          | 0          | 66      | 26        | +40        | 8      |
| Estados Unidos | 3          | 1          | 0          | 2          | 41      | 62        | −21        | 5      |
| Japón          | 3          | 0          | 0          | 3          | 14      | 90        | −76        | 3      |

## Fase Final

### Cuartos de final
| 13 de febrero | Inglaterra | 28 - 14 | Kenia |  |  |

| 13 de febrero | Sudáfrica | 19 - 14 | Australia |  |  |

| 13 de febrero | Nueva Zelanda | 47 - 7 | Argentina |  |  |

| 13 de febrero | Fiyi | 17 - 12 | Samoa |  |  |

### Semifinal
| 13 de febrero | Inglaterra | 10 - 17 | Sudáfrica |  |  |

| 13 de febrero | Nueva Zelanda | 7 - 26 | Fiyi |  |  |

### Final
| 13 de febrero | Sudáfrica | 24 - 14 | Fiyi |  |  |

| Bandera de Sudáfrica   |
| Campeón Sudáfrica      |
| 1º título del circuito |